# Caryospora argentati
Caryospora argentati is een soort in de taxonomische indeling van de Myzozoa, een stam van microscopische parasitaire dieren. Het organisme komt uit het geslacht Caryospora en behoort tot de familie Eimeriidae. Caryospora argentati werd in 1959 ontdekt door Schwalbacj.